# 970 Примула
970 Примула (970 Primula) — астероїд головного поясу, відкритий 29 листопада 1921 року.
Тіссеранів параметр щодо Юпітера — 3,377.